# Stilbops mexicanus
Stilbops mexicanus är en stekelart som beskrevs av Henry Keith Townes, Jr. 1989. Stilbops mexicanus ingår i släktet Stilbops och familjen brokparasitsteklar. Inga underarter finns listade i Catalogue of Life.